# 쾰체이 페렌츠

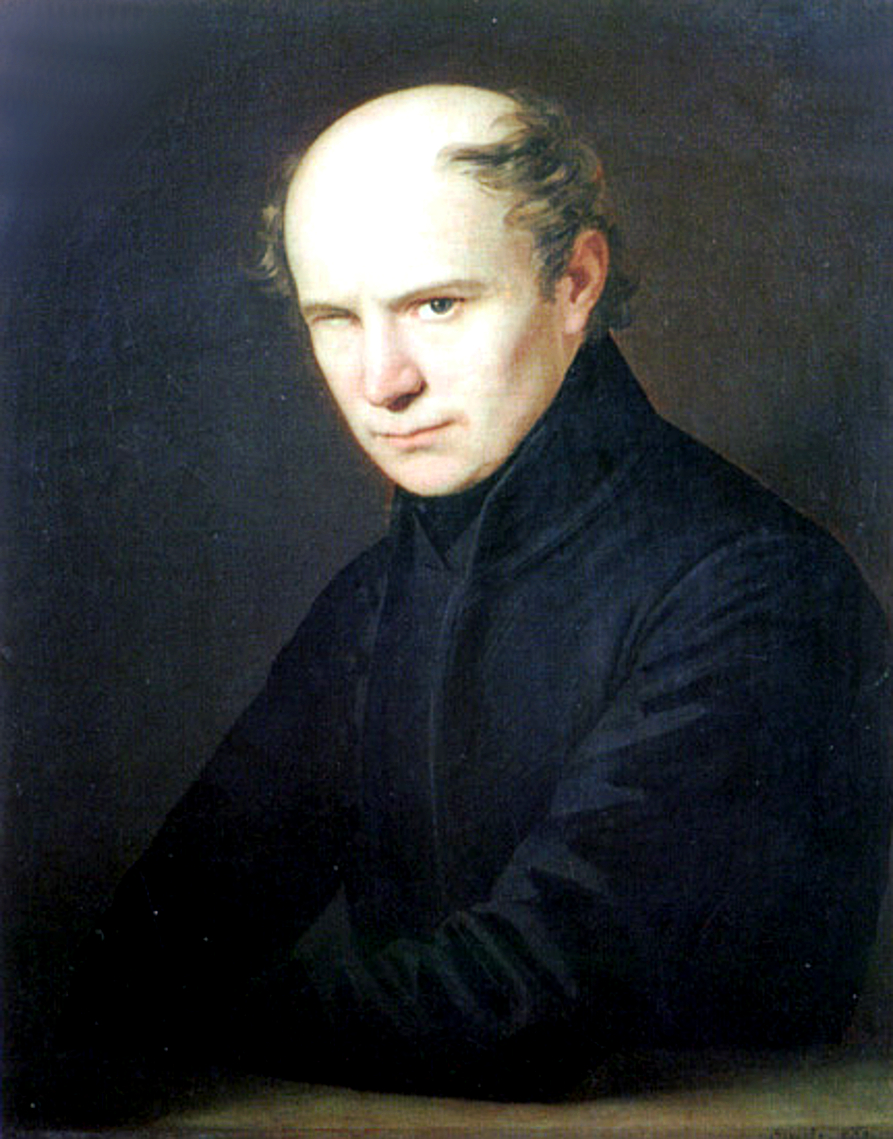
쾰체이 페렌츠

쾰체이 페렌츠 (Kölcsey Ferenc, 1790년 8월 8일 ~ 1838년 8월 23일) 헝가리의 시인, 정치인, 언어 개혁인, 헝가리의 국가의 시인이다.
헝가리의 국가를 작사한 것으로 유명하다.